# Benoît Tréluyer

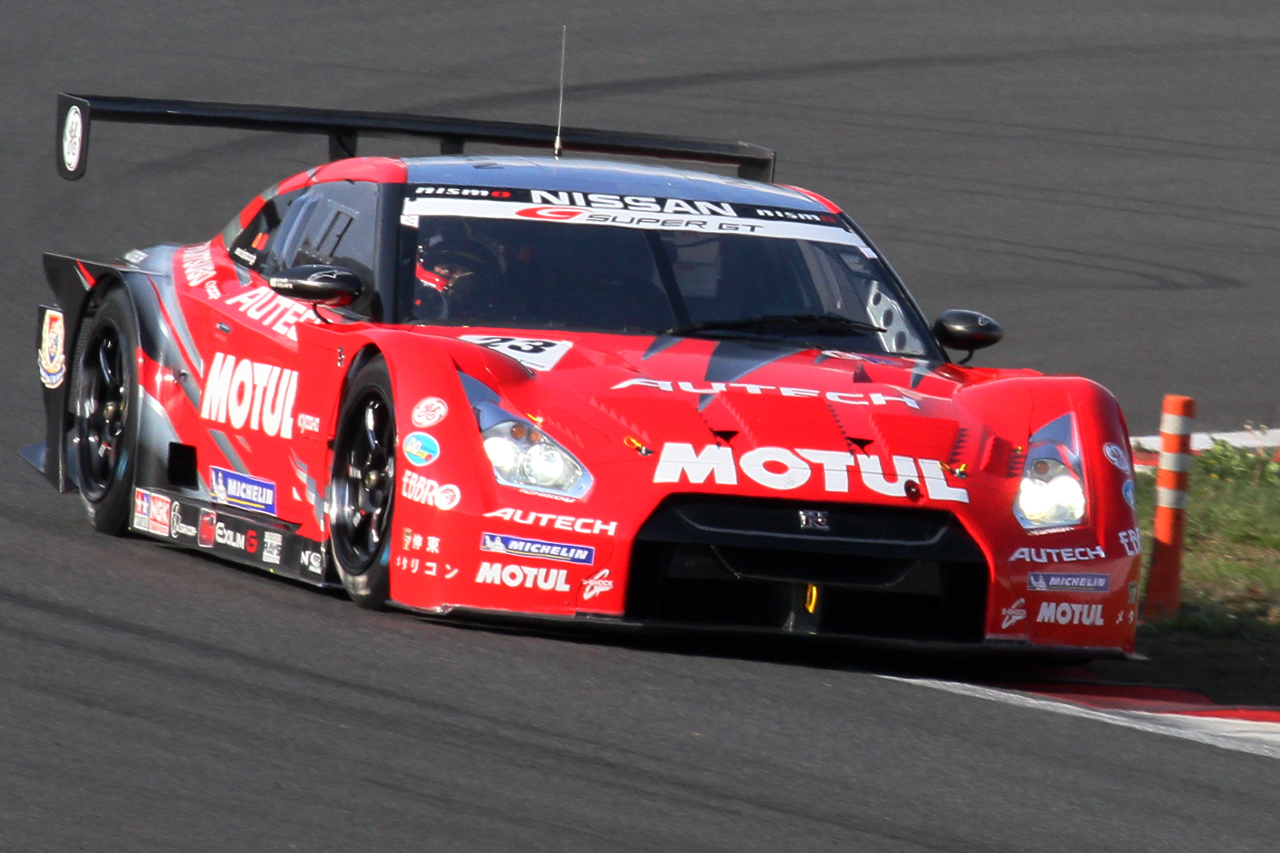
Tréluyer prowadzący Nissana GT-R Nismo podczas wyścigu Super GT

Benoît Tréluyer (ur. 7 grudnia 1976 w Alençon) – francuski kierowca wyścigowy, startujący obecnie w Formule Nippon i serii Super GT.
W 2001 wygrał Japońską Formułę 3 (16 zwycięstw w 20 wyścigach), a w 2006 – Formułę Nippon (4 zwycięstwa w 9 wyścigach). W 2011 zwyciężył w wyścigu 24h Le Mans, prowadząc Audi R18 TDI z Marcelem Fässlerem oraz André Lottererem. Sukces ten powtórzył także w latach 2012 oraz 2014.